# 世界まるなげ旅行社
『世界まるなげ旅行社』は、中京テレビの『オバケSUN』枠で放送されたバラエティ番組。海外に行く素人にビデオカメラを渡し撮影してきた映像をプロが編集したリアルな旅が垣間見られる番組。

## MC
- 八嶋智人
- 綾部祐二（ピース）

## 出演者
- 柳原可奈子
- 河北麻友子

## スタッフ
- 演出:川端鉄也
- ナレーター:田中良典
- 構成:くらなり、堀江利幸
- スタジオモニター:藤田匡
- SW:津野祐一
- CAM:水谷元保
- AUD:林紘子
- VE:望月志保
- 照明:斉藤直樹
- 音効:加藤つよし
- タイトル:ツボイヒロム
- 編集:宮島洋介・本間恵美（共にヌーベルアージュ）
- MA:兒子仁
- 美術:柴田慎一郎
- イラスト:泉州HIGE工房、グレートインターナショナル
- 協力:東京フジタ工業、キャトル、EAT、フジアール
- 衣装協力:RANDA
- 編成:内藤康介
- 広報:山田有吉
- デスク:伊林絵里
- AD:杉山玲奈、奈良脩人
- ディレクター:伊藤航、杉本泰規、村田欣也、中谷陽介、黒石岳志、北原康太郎
- プロデューサー:村井清隆、山脇由紀子
- 制作協力:いまじん
- 制作著作:中京テレビ